# HSTS
HSTS (скор. від англ. HTTP Strict Transport Security) — механізм, який примусово задіює захищене з'єднання через протокол HTTPS. Ця політика безпеки дозволяє відразу ж встановлювати безпечне з'єднання замість використання HTTP-протоколу. Механізм використовує особливий заголовок Strict-Transport-Security для примусового використання браузером протоколу HTTPS навіть у разі переходу по посиланнях з явним зазначенням протоколу HTTP (http://). Механізм специфікований в [rfc:6797 RFC6797] в листопаді 2012 року.
HSTS допомагає запобігти частині атак, спрямованих на перехоплення з'єднання між користувачем і вебсайтом, зокрема атаку з пониженням ступеня захисту і крадіжку реп'яшків.
Додатковий захист https-з'єднань надають методи підколювання сертифікатів (англ. certificate pinning) (зберігання списку дозволених для домену сертифікатів або CA у вихідних текстах браузера) і HTTP Public Key Pinning (небажаний через складність у втіленні). Вони запобігають безліч можливостей підміни tls-сертифікатів https-сервера.

## Специфікація
Специфікація була розроблена і запропонована Джеффом Оджом (=JeffH, Paypal), Адамом Бартом (Університет Берклі), Коліном Джексоном (Університет Карнегі — Меллон). Після обговорення в робочій групі IETF WebSec специфікація була прийнята в якості RFC 19 листопада 2012 року.

## Механізм
Сервер повідомляє про політику HSTS з допомогою спеціального заголовка при підключенні через зашифрований HTTPS (заголовок HSTS при підключенні по нешифрованному HTTP ігнорується). Наприклад, сервери Вікіпедії посилають заголовок HSTS зі строком дії 1 рік, поширюється на всі піддомени (Поле max-age зазначає строк дії секундах, величина 31536000 приблизно відповідає одному року): Strict-Transport-Security: max-age=31536000; includeSubDomains; preload.
Коли сайт використовує політику HSTS, користувальницькі браузери, котрі коректно сприймають заголовок HSTS, повинні:
1. Автоматично автономно перетворювати всі http-посилання на даний сайт в https-посилання. (Наприклад, замість http://uk.wikipedia.org/wiki/HSTS браузер буде використовувати https://uk.wikipedia.org/wiki/HSTS перетворення станеться до реального звернення до сервера.)
2. Якщо безпека з'єднання https не може бути перевірена (зокрема, якщо TLS-сертифікат сервера не підписано довіреною ключем), буде показано повідомлення про помилку, і користувач буде позбавлений доступу до сайту.[3]

Діючі політики HSTS допомагають захистити користувачів сайту від частини пасивних і активних атак. Атаки класу MiTM значно ускладнюються.

### Статичний список HSTS
Вихідний варіант HSTS не захищає перше підключення користувача до сайту. Зловмисник може легко перехопити перше підключення, якщо воно відбувається за протоколом http. Для боротьби з цією проблемою більшість сучасних браузерів використовує додатковий статичний список сайтів (HSTS preload list), що вимагають використання протоколу https. Такий список складається авторами Google Chrome/Chromium з 2010 року, на базі нього складаються подібні списки для браузерів Microsoft (Edge і Internet Explorer, з 2015 року), Safari і в Mozilla Firefox (з 2012 року). В подібний список за запитом включаються сайти, що використовують HSTS-заголовок з максимальним терміном і прапором preload, і які не планують відмову від https, однак такий підхід погано масштабується.
Станом на кінець 2014 року, в статичному списку знаходилося більше тисячі доменів, з них близько чверті — домени Google.

## Використання
- На клієнтській стороні

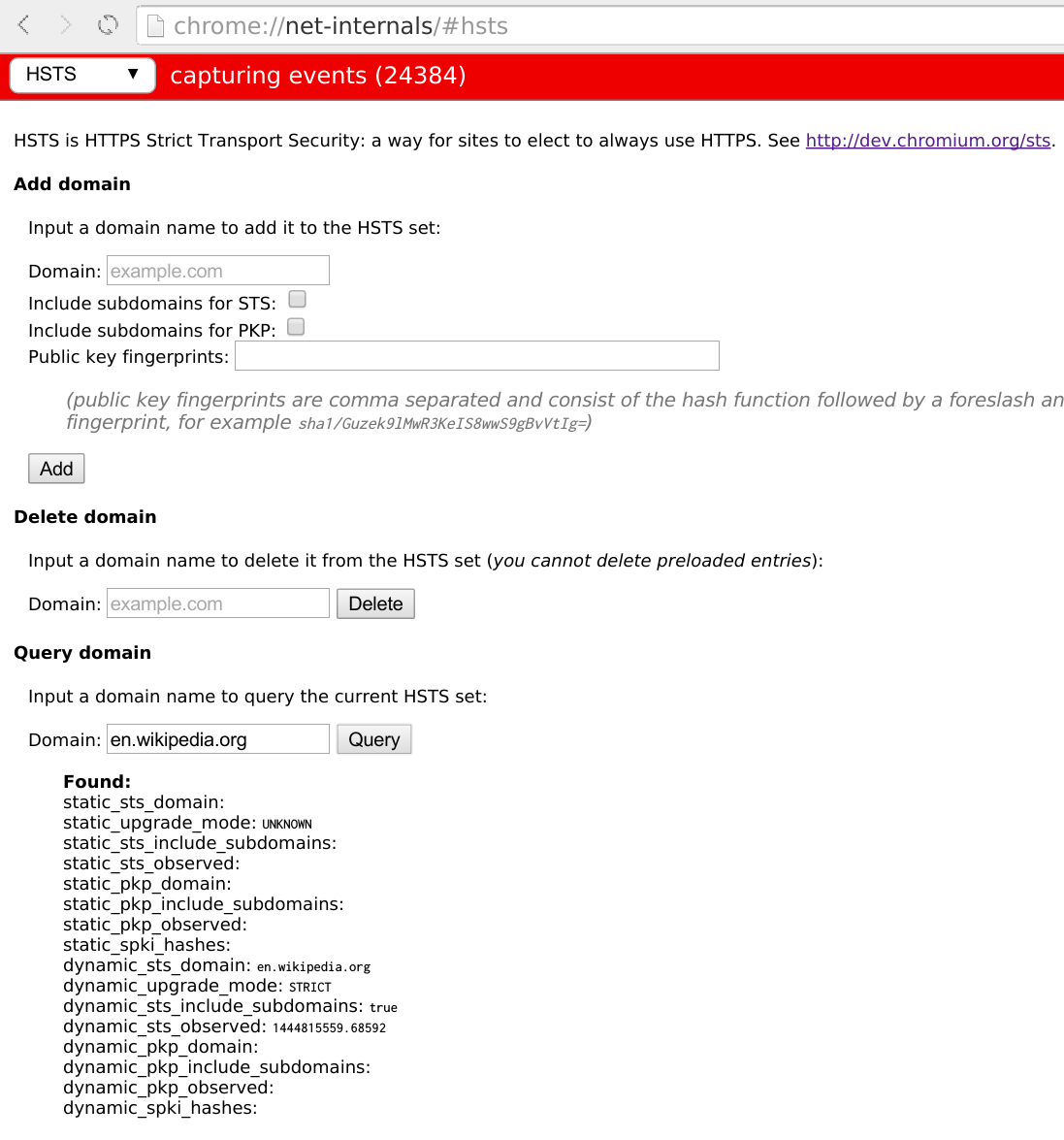
Сторінка налагодження HSTS і HPKP в браузері Chromium для сайту en.wikipedia.org (до внесення у список HSTS preload, динамічний HSTS; HPKP не застосовується).

  - Chromium 4 і всі браузери на його основі[11].
  - Firefox 4[12]
  - NoScript[13]
- На стороні сайту (всі перераховані включені в HSTS preload list):[14]
  - Google
  - PayPal
  - Вікіпедія
  - Twitter

## Дивись також
- HTTPS Everywhere